# Franklin-Gordon Wild Rivers nationalpark
Franklin-Gordon Wild Rivers är en nationalpark i Tasmanien, Australien, 117 km väster om Hobart. Parken inrättades 1908 och det skyddade området omfattar 446 342 hektar. 